# Asli Erdogan
Asli Erdogan (en turco Aslı Erdoğan) (Estambul, 8 de marzo de 1967) es escritora y activista por los derechos humanos turca, física de formación. Inició su carrera literaria en 1994 y ha compaginado la escritura con la publicación de columnas de opinión en diversos periódicos. En la actualidad es columnista del  Özgür Gündem. Previamente escribió en el diario Radikal. En total ha publicado más de 200 artículos en el ámbito nacional e internacional, además de novelas, poemas, cuentos, prosa poética, ensayos sobre viajes y artículos políticos que han sido traducidos en varios idiomas.
Ha estado perseguida en varias ocasiones y sometida a diversas campañas de linchamiento en Turquía por sus escritos por lo que ha vivido exiliada durante varios años. El 16 de agosto de 2016 fue detenida en su casa y pasó 4 meses y medio bajo prisión preventiva acusada de terrorismo.
En 2018 recibió el Premio Simone de Beauvoir por los derechos humanos y la libertad de las mujeres.

## Biografía
Nacida en Estambul, a los cuatro años ya empezó a leer y se graduó en 1983 en el Robert College de Estambul, uno de los centros de educación más prestigiosos de Turquía. Después se trasladó a la Universidad del Bósforo donde en 1988 se licenció en informática. Posteriormente llegaron los estudios de física que concluyó con un master en la misma universidad. De 1991 a 1993 trabajó en el CERN, en Suiza, como física de partículas. Continuó en la investigación para realizar el doctorado en física en Río de Janeiro. En 1996 decidió regresar a Turquía para dedicarse exclusivamente a la escritura.

### Trayectoria como escritora
Empezó a escribir a los 23 años en el escaso tiempo que tenía mientras trabajaba en el CERN y preparaba su doctorado en física. Su primera historia The Final Farewell Note ganó el tercer premio en 1990 el Concurso de Escritura Yunus Nadi. Su primera novela, Kabuk Adam  fue publicada en 1994 y estuvo seguida por, Mucizevi Mandarín (Miraculous mandarín) una serie de cuentos interconectados en 1996. Su cuento Pájaros Carpinteros recibió el primer premio de la radio alemana Deutsche Welle en 1997 y su segunda novela, Kirmizi Pelerinli Kent (La Ciudad en Crimson Cloak), recibió un importante reconocimiento internacional y fue publicado en inglés.
De 1998 a 2000 fue la representante turca del Comité de Escritores Encarcelados del PEN Club Internacional. También escribía una columna titulada  Los otros para el diario turco Radikal, con artículos que más tarde fueron recogidos y publicados en un libro:  Bir Yolculuk Ne Zaman Biter (When a Journey Ends) presentado en la edición de 2004 de la revista M.E.E.T.
Ha viajado con frecuencia y se ha interesado por la antropología y la cultura de los indígenas americanos.
De diciembre de 2011 a mayo de 2012 fue "escritora en residencia" en Zúrich a invitación del Literaturhaus Zürich y la Fundación PWG.
En 2013 su último libro fue traducido al francés como Bâtiment de pierre (Edificio de piedra).
En 2016 fue también escritora en residencia invitada por el para la ICORN, Red Internacional de Ciudades de Refugio en Cracovia. Posteriormente, tras su regreso a Turquía,  continuó escribiendo para el diario pro-kurdo Özgür Gündem.

## Detención

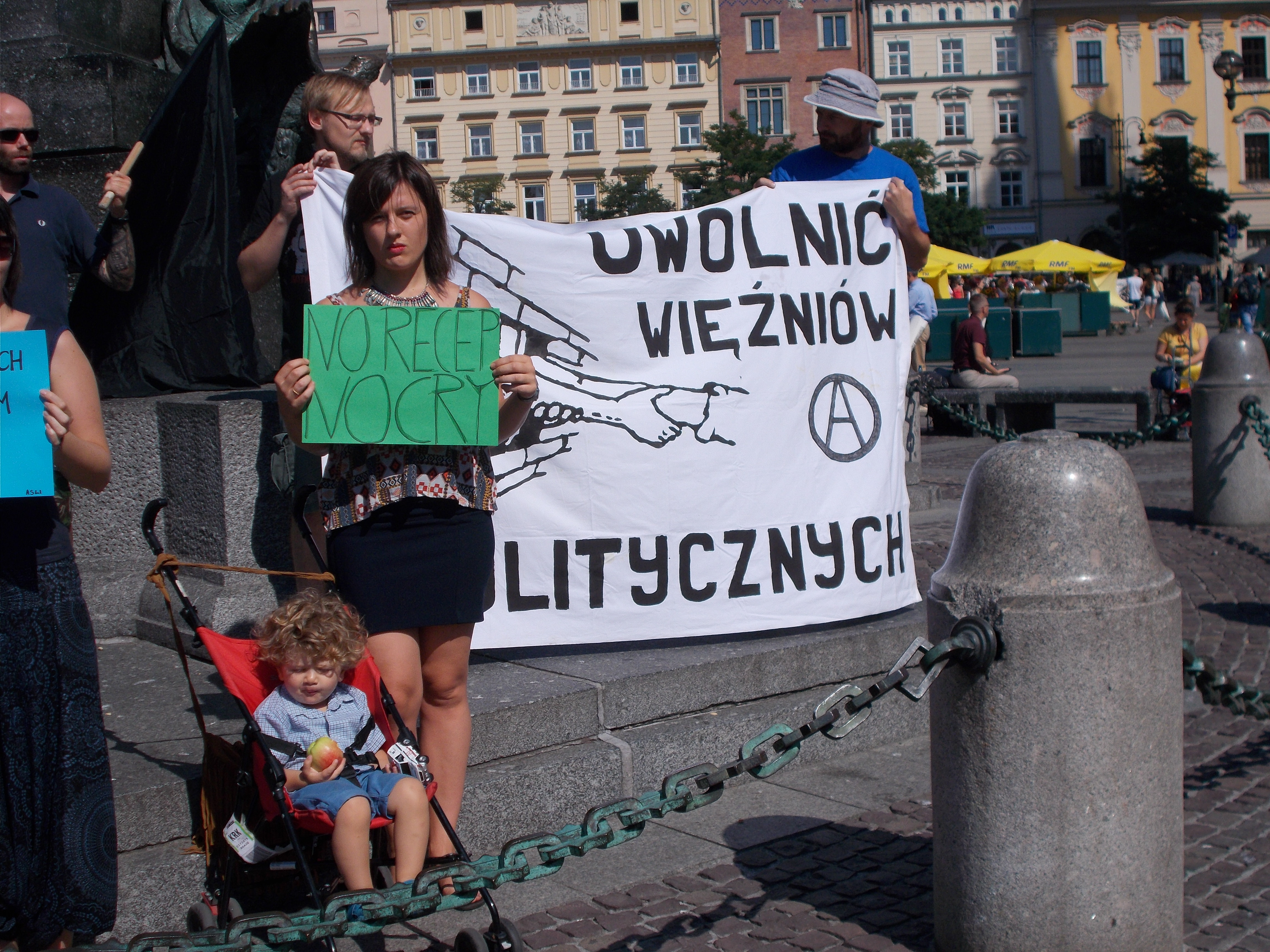
Protestas en apoyo a Aslı Erdogan en la Plaza del Mercado de la Ciudad Vieja de Cracovia.

El 16 de agosto de 2016 la policía irrumpió en la casa de Asli Erdogan y fue detenida acusada de terrorismo tras una redada policial en el periódico pro-kurdo Özgür Gündem del que Asli Erdogan es miembro del consejo asesor. Pasó 4 meses y medio bajo prisión preventiva. Ha sido acusada formalmente de tres cargos en relación con la banda armada del Partido de los Trabajadores del Kurdistán por "realizar propaganda de la organización terrorista", "formar parte de la misma" e "incitar al pueblo" y podría ser condenada a cadena perpetua.
Tras su detención 149 escritores turcos firmaron un manifiesto en su defensa a favor de la libertad de expresión. También se ha iniciado un movimiento internacional de solidaridad.

## Exilio
En 2017 viajó al exilio en Alemania. En febrero de 2020, el proceso contra ella terminó y Erdogan fue absuelta.

## Publicaciones
- Kabuk Adam 1994
- Mucizevi Mandarin 1996
- Kırmızı Pelerinli Kent 1998
- Bir Yolculuk Ne Zaman Biter 2000 (Gazete Yazıları)
- Hayatın Sessizliğinde 2005
- Bir Delinin Güncesi 2006 (Denemeler - I)
- Bir Kez Daha 2006 (Denemeler - II)
- Taş Bina ve Diğerleri 2009 (Öykü)